# Sit
Koordinati:   43°55′53″N, 15°17′50″E
Sit je nenaseljen otoček v Jadranskem morju, ki pripada Hrvaški.
Sit leži v Zadarskem arhipelagu, okoli 3 km jugozahodno od Pašmana, od katerega ga ločuje Srednji kanal. Površina Sita meri 1,77 km². Dolžina obalnega pasu je 9,068 km. Najvišji vrh, ki se imenuje Veli vrh, leži na jugu otočka in doseže višino 84 mnm.